# 1847 Stobbe
1847 Stobbe este un asteroid din centura principală, descoperit pe 1 februarie 1916 de Holger Thiele.